# Distrito electoral federal 1 de Tamaulipas
El I Distrito Electoral Federal de Tamaulipas es uno de los 300 distritos electorales en los que se encuentra dividido el territorio de México y uno de los 8 en los que se divide el estado de Tamaulipas. Su cabecera es Nuevo Laredo.
Está formado por los municipios de Camargo, Guerrero, Mier, Miguel Alemán y Nuevo Laredo.

## Diputados por el distrito
| Legislatura   | Periodo                                           | Diputado                        | Grupo parlamentario                         |
| ------------- | ------------------------------------------------- | ------------------------------- | ------------------------------------------- |
| I             | 7 de diciembre de 1857-17 de mayo de 1861         |                                 |                                             |
| II            | mayo de 1861-mayo de 1863                         |                                 |                                             |
| III           | 20 de octubre de 1863-1865                        |                                 |                                             |
| IV            | 5 de noviembre de 1867-14 de septiembre de 1868   |                                 |                                             |
| V             | 15 de septiembre de 1869-15 de septiembre de 1871 |                                 |                                             |
| VI            | 15 de septiembre de 1871-15 de septiembre de 1873 |                                 |                                             |
| VII           | 15 de septiembre de 1873-15 de septiembre de 1875 |                                 |                                             |
| VIII          | 15 de septiembre de 1875-22 de mayo de 1878       |                                 |                                             |
| IX            | 2 de septiembre de 1878-15 de septiembre de 1880  |                                 |                                             |
| X             | 16 de septiembre de 1880-15 de septiembre de 1882 |                                 |                                             |
| XI            | 16 de septiembre de 1882-15 de septiembre de 1884 |                                 |                                             |
| XII           | 16 de septiembre de 1884-15 de septiembre de 1886 |                                 |                                             |
| XIII          | 16 de septiembre de 1886-15 de septiembre de 1888 |                                 |                                             |
| XIV           | 16 de septiembre de 1888-15 de septiembre de 1890 |                                 |                                             |
| XV            | 16 de septiembre de 1890-15 de septiembre de 1892 |                                 |                                             |
| XVI           | 16 de septiembre de 1892-15 de septiembre de 1894 |                                 |                                             |
| XVII          | 16 de septiembre de 1894-15 de septiembre de 1896 |                                 |                                             |
| XVIII         | 16 de septiembre de 1896-15 de septiembre de 1898 |                                 |                                             |
| XIX           | 16 de septiembre de 1898-15 de septiembre de 1900 |                                 |                                             |
| XX            | 16 de septiembre de 1900-15 de septiembre de 1902 |                                 |                                             |
| XXI           | 16 de septiembre de 1902-15 de septiembre de 1904 |                                 |                                             |
| XXII          | 16 de septiembre de 1904-15 de septiembre de 1906 |                                 |                                             |
| XXIII         | 16 de septiembre de 1906-15 de septiembre de 1908 |                                 |                                             |
| XXIV          | 16 de septiembre de 1908-15 de septiembre de 1910 |                                 |                                             |
| XXV           | 16 de septiembre de 1910-15 de septiembre de 1912 |                                 |                                             |
| XXVI          | 16 de septiembre de 1912-10 de octubre de 1913    | Antonio Domínguez Villarreal    |                                             |
| XXVI (bis)    | 16 de noviembre de 1913-5 de agosto de 1914       |                                 |                                             |
| Constituyente | 1 de diciembre de 1916-5 de febrero de 1917       | Pedro A. Chapa                  |                                             |
| XXVII         | 15 de abril de 1917-31 de agosto de 1918          | Pedro A. Chapa                  |                                             |
| XXVIII        | 1 de septiembre de 1918-31 de agosto de 1920      |                                 |                                             |
| XXIX          | 1 de septiembre de 1920-31 de agosto de 1922      |                                 |                                             |
| XXX           | 1 de septiembre de 1922-31 de agosto de 1924      | Policarpo Rodríguez             |                                             |
| XXXI          | 1 de septiembre de 1924-31 de agosto de 1926      |                                 |                                             |
| XXXII         | 1 de septiembre de 1926-31 de agosto de 1928      |                                 |                                             |
| XXXIII        | 1 de septiembre de 1928-31 de agosto de 1930      |                                 |                                             |
| XXXIV         | 1 de septiembre de 1930-31 de agosto de 1932      |                                 |                                             |
| XXXV          | 1 de septiembre de 1932-31 de agosto de 1934      |                                 |                                             |
| XXXVI         | 1 de septiembre de 1934-31 de agosto de 1937      |                                 |                                             |
| XXXVII        | 1 de septiembre de 1937-28 de noviembre de 1938   | José Cantú Estrada              | Partido de la Revolución Mexicana           |
| XXXVII        | 10 de diciembre de 1938-31 de agosto de 1940      | Alberto Cárdenas                | Partido de la Revolución Mexicana           |
| XXXVIII       | 1 de septiembre de 1940-31 de agosto de 1943      |                                 |                                             |
| XXXIX         | 1 de septiembre de 1943-31 de agosto de 1946      |                                 |                                             |
| XL            | 1 de septiembre de 1946-31 de agosto de 1949      |                                 |                                             |
| XLI           | 1 de septiembre de 1949-31 de agosto de 1952      |                                 |                                             |
| XLII          | 1 de septiembre de 1952-31 de agosto de 1955      |                                 |                                             |
| XLIII         | 1 de septiembre de 1955-31 de agosto de 1958      | José Cruz Contreras Gamboa      | Partido Revolucionario Institucional        |
| XLIV          | 1 de septiembre de 1958-31 de agosto de 1961      | Tiburcio Garza Zamora           | Partido Revolucionario Institucional        |
| XLV           | 1 de septiembre de 1961-31 de agosto de 1964      | Advento Guerra Varela           | Partido Revolucionario Institucional        |
| XLVI          | 1 de septiembre de 1964-31 de agosto de 1967      |                                 |                                             |
| XLVII         | 1 de septiembre de 1967-31 de agosto de 1970      | Antonio Guerra Díaz             | Partido Revolucionario Institucional        |
| XLVIII        | 1 de septiembre de 1970-31 de agosto de 1973      | Donaciano Muñoz Martínez        | Partido Revolucionario Institucional        |
| XLIX          | 1 de septiembre de 1973-31 de agosto de 1976      | Carlos Cantú Rosas              | Partido Auténtico de la Revolución Mexicana |
| L             | 1 de septiembre de 1976-31 de agosto de 1979      | Abdón Rodríguez Sánchez         | Partido Revolucionario Institucional        |
| LI            | 1 de septiembre de 1979-31 de agosto de 1982      | Pedro Pérez Ibarra              | Partido Revolucionario Institucional        |
| LII           | 1 de septiembre de 1982-31 de agosto de 1985      | Ascensión Martínez Cavazos      | Partido Revolucionario Institucional        |
| LIII          | 1 de septiembre de 1985-31 de agosto de 1988      | Carlos Cantú Rosas              | Partido Auténtico de la Revolución Mexicana |
| LIV           | 1 de septiembre de 1988-31 de octubre de 1991     | Jesús González Bastien          | Partido Auténtico de la Revolución Mexicana |
| LV            | 1 de noviembre de 1991-1992                       | Horacio Garza Garza             | Partido Revolucionario Institucional        |
| LV            | 1992-31 de octubre de 1994                        | Arturo Elizondo Naranjo         | Partido Revolucionario Institucional        |
| LVI           | 1 de noviembre de 1994-31 de agosto de 1997       | Daniel Covarrubias Ramos        | Partido Revolucionario Institucional        |
| LVII          | 1 de septiembre de 1997-31 de agosto de 2000      | Mónica García Velázquez         | Partido Revolucionario Institucional        |
| LVIII         | 1 de septiembre de 2000-31 de agosto de 2003      | Arturo San Miguel Cantú         | Partido Acción Nacional                     |
| LIX           | 1 de septiembre de 2003-31 de agosto de 2006      | José Manuel Abdalá de la Fuente | Partido Revolucionario Institucional        |
| LX            | 1 de septiembre de 2006-31 de agosto de 2009      | Horacio Garza Garza             | Partido Revolucionario Institucional        |
| LXI           | 1 de septiembre de 2009-31 de agosto de 2012      | Cristabell Zamora Cabrera       | Partido Revolucionario Institucional        |
| LXII          | 1 de septiembre de 2012-31 de agosto de 2015      | Glafiro Salinas Mendiola        | Partido Acción Nacional                     |
| LXIII         | 1 de septiembre de 2015-4 de febrero de 2016      | Yahleel Abdala Carmona          | Partido Revolucionario Institucional        |
| LXIII         | 4 de febrero de 2016-11 de febrero de 2016        | Vacante                         | Partido Revolucionario Institucional        |
| LXIII         | 11 de febrero de 2016-1 de febrero de 2018        | Yahleel Abdala Carmona          | Partido Revolucionario Institucional        |
| LXIII         | 6 de febrero de 2018-2 de julio de 2018           | Claudia Janeth Ochoa Íniguez    | Partido Revolucionario Institucional        |
| LXIII         | 2 de julio de 2018-31 de agosto de 2018           | Yahleel Abdala Carmona          | Partido Revolucionario Institucional        |
| LXIV          | 1 de septiembre de 2018-31 de agosto de 2021      | Salvador Rosas Quintanilla      | Partido Acción Nacional                     |
| LXV           | 1 de septiembre de 2021-28 de febrero de 2024     | Ana Laura Huerta Valdovinos     | Partido Verde Ecologista de México          |
| LXV           | 28 de febrero de 2024-16 de junio de 2024         | Miriam Mendoza Moreno           | Partido Verde Ecologista de México          |
| LXV           | 16 de junio de 2024-31 de agosto de 2024          | Ana Laura Huerta Valdovinos     | Partido Verde Ecologista de México          |
| LXVI          | 1 de septiembre de 2024-31 de agosto de 2027      | Carlos Canturosas Villarreal    | Partido Verde Ecologista de México          |

## Resultados electorales

### 2009
|  | Partido Acción Nacional                        |  | Ileana Maribel Medina García   |
|  | Partido Revolucionario Institucional           |  | Cristabell Zamora Cabrera      |
|  | Partido de la Revolución Democrática           |  | Martha Claudia Porras Guillén  |
|  | Coalición Salvemos a México (PT, Convergencia) |  | Edna Griselda Delgado Sandoval |
|  | Partido Verde Ecologista de México             |  | Reynaldo Salinas Pérez         |
|  | Partido Nueva Alianza                          |  | Jesús Pedroza Gómez            |
|  | Partido Socialdemócrata                        |  | Víctor Manuel Martell Alvarado |